# Euville
Euville – miejscowość i gmina we Francji, w regionie Grand Est, w departamencie Moza.
Według danych na rok 1990 gminę zamieszkiwało 1437 osób, a gęstość zaludnienia wynosiła 48 osób/km² (wśród 2335 gmin Lotaryngii Euville plasuje się na 280. miejscu pod względem liczby ludności, natomiast pod względem powierzchni na miejscu 61.).